# Trampkvarn

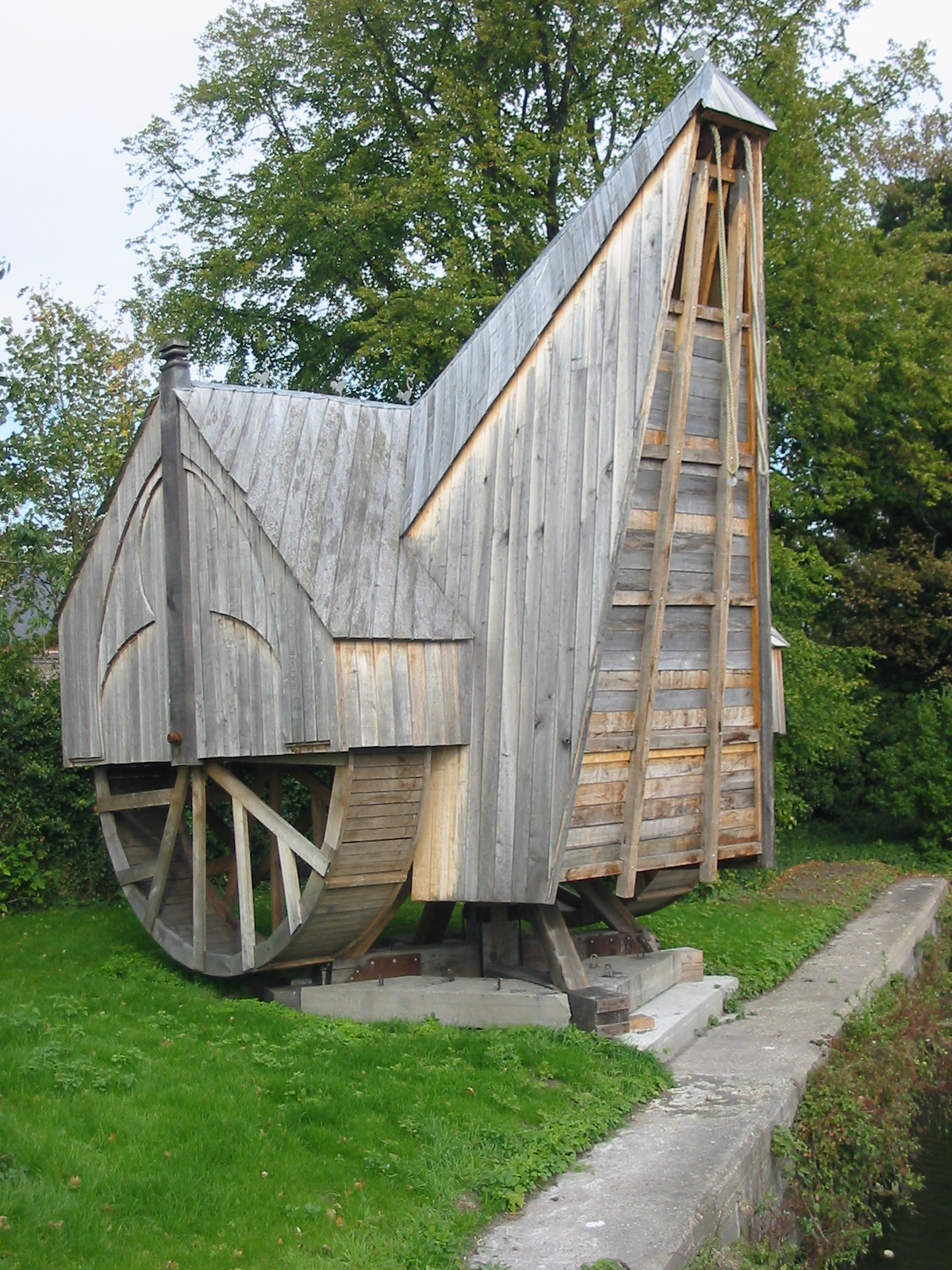
Rekonstruktion av en gammal lyftkran

Detalj av Pieter Brueghel den äldres målning Babels torn med en trampkvarn

En trampkvarn eller tramphjul är ett hjul som en människa kan driva med fötterna, för att skapa en kraft. Trampkvarnen sätts i rörelse genom tyngden hos människor eller djur. I det tidiga viktorianska Storbritannien användes den även i vissa fängelser, där man velat tillgodogöra sig fångarnas arbetskraft.